# Encuadre (ciencias sociales)

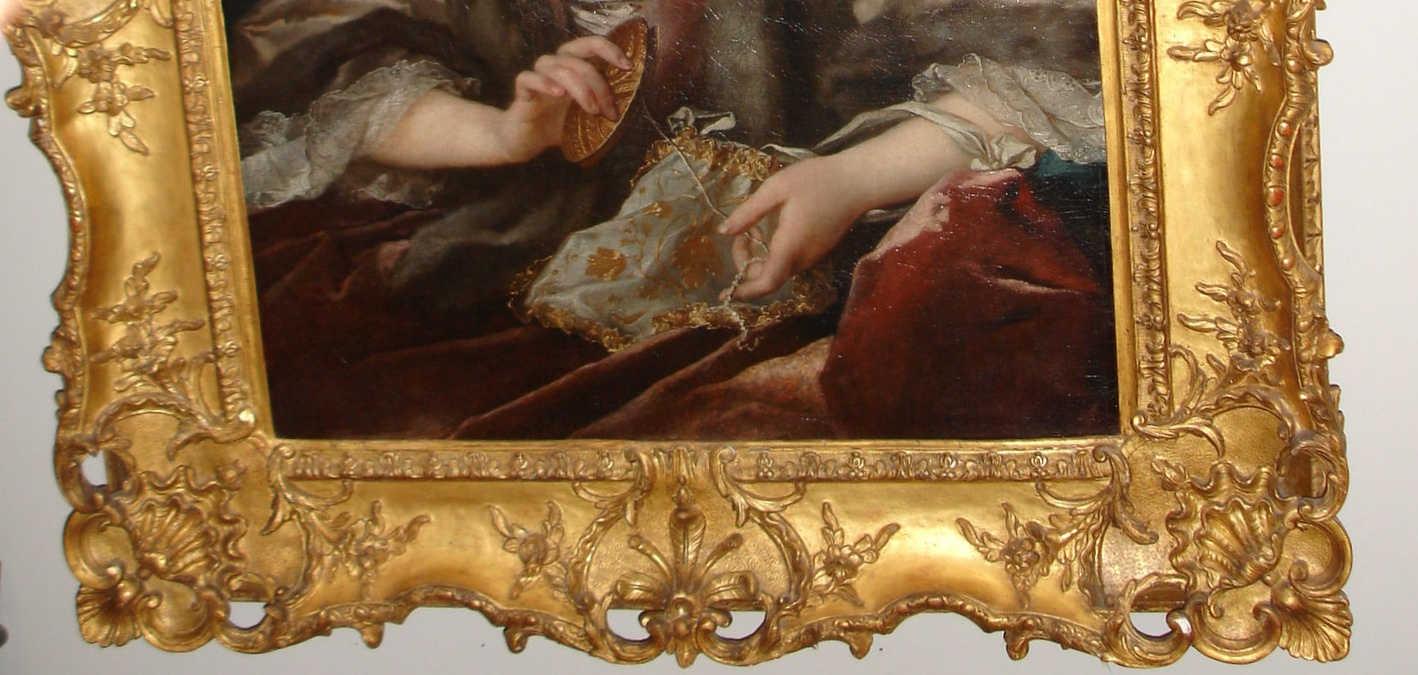
Es muy fluido por el antecedente de Una preferencia de contexto.￼Ayuda

En teoría social, Sociología, Psicología y Comunicación se denomina encuadre (en inglés, frames) a los esquemas de interpretación en los que se basan los individuos para entender y responder a eventos sociales. En términos simples, las personas adquieren y construyen a lo largo de sus vidas una serie de encuadres mentales o marcos de interpretación con los que dan sentido al mundo. Las decisiones que toman se encuentran influenciadas por sus encuadres.

## En Psicología
El encuadre es influido por el antecedente de una preferencia de contexto. Cuando una persona busca explicar un evento, la comprensión a menudo depende del encuadre en que el sujeto coloca al evento. Por ejemplo, si alguien cierra y abre un ojo rápidamente, vamos a responder de forma muy distinta dependiendo de si situamos esto en un encuadre físico (él parpadeó) o en un encuadre social (él guiñó el ojo). Si bien el primer caso puede ser el resultado de una mota de polvo (una reacción involuntaria y por lo tanto sin un significado especialmente relevante), el segundo implica una acción voluntaria y con significado (por ejemplo, transmitir humor o complicidad a alguien).
Unos observadores pueden leer los eventos como puramente físicos, dentro de un encuadre "natural" mientras que otros pueden leerlos en forma diferente en un encuadre social. Pero no miramos un evento y luego le "aplicamos" un encuadre. Más bien proyectamos constantemente  al mundo que nos rodea los encuadres interpretativos que nos permiten darle sentido; solo cambiamos de encuadre (o nos damos cuenta de que hemos aplicado un encuadre dado ) cuando cierta incongruencia nos hace notar la necesidad de un cambio de encuadre. En otras palabras, solo nos damos cuenta de los encuadres que utilizamos con regularidad cuando algo nos obliga a reemplazar un encuadre por otro.
El encuadre es una heurística o atajo mental que no siempre produce los resultados deseados. De acuerdo con Susan T. Fiske y Shelley E. Taylor, los seres humanos son por naturaleza "avaros cognitivos", lo que significa que prefieren pensar tan poco como sea posible. Los encuadres proporcionan a las personas una manera rápida y fácil de procesar información. Por lo tanto, la gente va a usar los filtros mentales mencionados anteriormente para dar sentido a los mensajes entrantes. Esto le da al remitente o creador de mensajes el enorme poder de utilizar estos esquemas para influir en la forma en que los receptores interpretan el mensaje.

### Encuadre de equivalencia y encuadre de énfasis
El encuadre de equivalencia presenta alternativas lógicamente equivalentes. El encuadre de énfasis se centra en los aspectos relevantes de una situación o problema.

## En teoría social
En la teoría social, el encuadre es un esquema de interpretación, una colección de anécdotas y estereotipos, que los individuos dependen de entender y responder a los eventos. En otras palabras, las personas construyen una serie de "filtros" mentales a través de las influencias biológicas y culturales . Después usan estos filtros para darle sentido al mundo. Las decisiones que hacen se ven influenciadas por su propia creación de un marco.
En las ciencias sociales, el encuadre comprende un conjunto de conceptos y perspectivas teóricas sobre cómo los individuos, grupos y sociedades, organizan, perciben, y se comunican acerca de la realidad. Encuadre implica la construcción social de un fenómeno social por medios de comunicación de masas, movimientos políticos o sociales, líderes políticos u otros actores y organizaciones. Es un proceso inevitable de la influencia selectiva sobre la percepción del individuo de los significados atribuidos a las palabras o frases. En general se considera en una de dos maneras: como encuadres de pensamiento, que consta de las representaciones mentales, las interpretaciones y las simplificaciones de la realidad, o encuadres en la comunicación, que consiste en la comunicación de tramas entre diferentes actores

## En Sociología
El encuadre es también un componente clave de la sociología, el estudio de la interacción social entre los seres humanos. Framing o encuadre es una parte integral de la transmisión y el procesamiento de los datos en una base diaria. La elaboración de técnicas exitosas pueden ser utilizados para reducir la ambigüedad de los temas intangibles, contextualizando la información de tal manera que los destinatarios puedan conectar con lo que ya saben.

## En Comunicación
En estudios de Comunicación, encuadre se refiere al producto de la construcción social de un fenómeno social por los medios de masas, movimientos u organizaciones políticas o sociales. Framing es el proceso por el cual se influye en la percepción de individuos acerca de los significados atribuidos a ideas o conceptos. Un encuadre es un envoltorio o definición que alienta ciertas interpretaciones y desalienta otras.
Un encuadre sobre un problema puede cambiar la percepción del público acerca del asunto. Un encuadre suele relacionar un problema con una solución determinada. Los actores políticos tratan de encuadrar los problemas de manera tal que incitan que cierta solución aparezca como el curso de acción más apropiado para la situación en cuestión.
Los efectos de encuadre (en inglés, framing effects) se refieren a las estrategias o resultados del encuadramiento de cierta pieza de información en el comportamiento o actitud de individuos y grupos. 
Durante las décadas de 1990 y 2000 se dispararon el número de artículos de investigación científica sobre los encuadres periodísticos y sus efectos. Las investigaciones científicas sobre framing se pueden clasificar en dos grupos: los estudios en los que el encuadre es la variable dependiente y los estudios en los que el encuadre es la variable independiente.

### Encuadre como variable dependiente: construcción de encuadres
Los encuadres periodísticos pueden ser influenciados por las normas de periodistas, actores políticos y contextos culturales. Los encuadres de los medios de comunicación compiten por ser el predominante respecto a un tema. Estos ganan influencia por resonar con la cultura popular, ajustarse a las prácticas de los medios de comunicación o estar fuertemente patrocinado por las élites. 
Los factores de la labor noticiosa que pueden influir en cómo los periodistas encuadran temas son:
- Las normas sociales y valores

- Las presiones y limitaciones de la organización

- Las presiones externas de los grupos de interés y otros responsables políticos.

- Las rutinas profesionales dentro del periodismo

- Las orientaciones ideológicas o políticas de los periodistas.

- Los contextos culturales de una sociedad.[13] supone que el significado de un marco tiene raíces culturales implícitos. Esta influencia del contexto ha sido descrita como "resonancia cultural"[14] o "fidelidad narrativa".[15]